# Стоян, Пётр Евстафьевич
Пётр Евста́фьевич Стоя́н (22 июля 1884, Измаил, Бессарабская губерния, Российская империя — 3 мая 1961, Ницца, Франция) — русский филолог, руководитель русского отделения Академии эсперанто, автор многочисленных трудов по интерлингвистике. Автор известного «Малого [в 1-м издании — Краткого] толкового словаря русского языка», выходившего по крайней мере трижды (Спб., 1913, Пг., 1915, 1916).

## Биография
Изучал физику и математику в Ришельевском лицее. Также учился в Санкт-Петербурге и в 1906—1907 годах в Париже.
В 1919-1922 годах был профессором университета в Сербии.
С 1925 года работал во Всемирной эсперанто-ассоциации над своим крупным трудом Библиография международного языка, который был опубликован в 1929 году.
Остаток жизни провёл в Южной Франции, где утонул.

## Языковедческая деятельность
В некоторых своих работах экспериментировал с русской орфографией:
- его «Карманный русско-эсперанто словарик» (Спб., 1912, 1914 — 2-е изд.) был издан без еров на конце слов[2];
- в его переводах с эсперанто рассказов Абезгуса (Пг., 1914) применено правописание «согласно постановленьям Орфографической подкомиссии при Императорской Академии Наук, изданным в 1912 году», близкое к нашему нынешнему[3];
- ему же, вероятно, принадлежит и анонимная заметка «Новое руское писімо или упрошчонное правописаніе» (ок. 1914) в совсем странной орфографии[4].

## Труды
- «Краткий толковый словарь русского языка». Издание: В. Я. Макушкина. С-Петербург Типография К. П. Шрадер. В. О., Большой пр., 19. 1913 год